# Алекс Голл (фристайліст)
Алекс Голл (21 вересня 1998 , Фербанкс, Аляска ) — американський фристайліст, олімпійський чемпіон 2022 року, призер чемпіонату світу.

## Олімпійські ігри
| Рік  | Місто                     | Слоупстайл | Біг-ейр |
| ---- | ------------------------- | ---------- | ------- |
| 2018 | Пхьончхан, Південна Корея | 16         | Н/Д     |
| 2022 | Пекін, Китай              | 1          | 8       |

## Чемпіонат світу
| Рік  | Місто                  | Слоупстайл | Біг-ейр |
| ---- | ---------------------- | ---------- | ------- |
| 2017 | Сьєрра-Невада, Іспанія | 9          | —       |
| 2019 | Парк-Сіті, США         | 36         | 4       |
| 2021 | Аспен, США             | 3          | 7       |
| 2025 | Енгадін, Швейцарія     | 3          |         |